# Декада Лютера
Декада Лютера (нем. Luther Dekade, сокр. LD2017) — международный культурно-образовательный проект, приуроченный к 500-летнему юбилею Реформации.

## История
В октябре 2017 года общественность всего мира будет отмечать знаменательное событие — полутысячелетний юбилей Реформации, события, изменившего ход мировой истории и определившего пути развития европейской культуры и образования.
Значение этого события высоко оценивается не только протестантскими общинами Европы, но также Католической церковью и различными светскими организациями по всему миру. Оно рассматривается как важный информационный повод для развития и углубления международных гуманитарных связей в области образования, науки, культуры.

## Структура
В структуре Декады Лютера предусмотрены тематические годы, каждый из которых посвящён определённому аспекту исторического наследия Реформации.
2008 — Год открытия Декады Лютера
2009 — Реформация и Познание (к юбилею Жана Кальвина)
2010 — Реформация и Образование (к юбилею Филиппа Меланхтона)
2011 — Реформация и Свобода
2012 — Реформация и Музыка
2013 — Реформация и Толерантность
2014 — Реформация и Политика
2015 — Реформация — образ и слово
2016 — Реформация и Единый мир
2017 — Юбилей Реформации